# 라민 버라니
라민 버라니(영어: Ramin Bahrani, 1975년 3월 20일 ~ )는 미국의 영화 감독이다.
노스캐롤라이나에서 이란 출신 이민자 가정에서 태어났고, 뉴욕 컬럼비아 대학교에서 영화 이론으로 학위를 받았다. 1998년 미국을 떠나 부모님의 고향인 이란에 3년간 머물며 첫 장편 《타인들》을 만들었다.

## 출연 작품
- 세컨 찬스 (2021)
- 화이트 타이거 (2020)
- 블러드 킨 (2018)
- 화씨 451 (2018)
- 레모네이드 워 (2014)
- 라이프 유 업 (2014)
- 라스트 홈 (2014)
- 앳 애니 프라이스 (2012)
- 비닐봉투 (2009)
- 굿바이 솔로 (2008)
- 불법 카센터 (2007)
- 도그즈 (2005)
- 카트 끄는 남자 (2005)
- 타인들 (2000)